# Martinsburg (New York)
Martinsburg è un comune degli Stati Uniti d'America, situato nello stato di New York, nella contea di Lewis.